# Lalão
Esdras Mariano Rodrigues, conhecido como Lalão (Recife, 1956 — Recife, 16 de fevereiro de 2013) foi um violonista e compositor brasileiro.

## Violonista
O primeiro instrumento de Lalão foi construído por seu pai, um cavaquinho de lata de doce com cordas de arame. Como o garoto demonstrasse forte interesse na música, seus pais compraram um cavaquinho de verdade e uma vitrola, com a qual Lalão, aos 8 anos de idade, ouvia um disco de 78 RPM de Waldir Azevedo e se obstinava a aprender a imitar as notas. Um vizinho o levou para participar de um programa de talentos da Rádio Jornal, Gurilândia, onde as apresentações eram pagas com café, doces e fubá.
Aos 10 anos, Lalão ganhou o primeiro violão; sua estreia como músico ocorreu 4 anos mais tarde. Ainda adolescente, passou a tocar guitarra em boates com autorização do Juizado de Menores. Seus ídolos na juventude incluíam Waldir Azevedo, Dilermano Reis e Jacob do Bandolim. Por décadas, trabalhou como músico em churrascarias, clubes e prostíbulos. A partir de 2008, Lalão passou a tocar guitarra na banda de Geraldo Azevedo.
Por ser autodidata, a técnica de Lalão possuía imprecisões - o compositor não sabia ler partituras, não anotava as músicas criadas e não registrou direitos autorais sobre suas canções, a maioria feita em homenagem a amigos.

## Reconhecimento
Lalão era frequentemente comparado a João Pernambuco e a Canhoto da Paraíba. Em 2006, Luis Nassif escreveu um artigo a seu respeito, intitulando-o "gênio anônimo do Recife". O médico e violonista Racine Vieira dizia que Lalão "possuía uma concepção harmônica como poucas pessoas têm". Yamandu Costa conheceu Lalão em uma das reuniões na casa de Racine e disse que "ficou impressionado com [suas] composições", afirmando que tinha "o dom da música muito natural" e que era "um gênio do violão". Guinga também considerava-o um "gênio" e "improvisador de primeira", dono de "um suíngue monstruoso". Quando Canhoto da Paraíba estava impossibilitado de tocar por conta de um AVC, afirmou que havia apenas um violonista em Pernambuco capaz de executar sua obra com a arte que exigia - Lalão.
O produtor musical Alessandro Soares tentou viabilizar a gravação de um álbum de Lalão, sem sucesso, afirmando que não o fazia "pelo simples fato de ter sido mestre de obras ou de ser uma pessoa pitoresca", mas por que o que importava era "a relevância de [sua] obra". O material foi gravado em cinco sessões, em 2008 e 2011, e receberia o nome "Bamba Lalão", conforme sugestão de Guinga. O violonista Vinicius Sarmento fez uma homenagem às dezenas de peças inéditas de Lalão após a morte deste, em 2013.

## Personalidade
Lalão era considerado temperamental, competitivo, irônico, "arengueiro" e sarcástico. Nas festas, virava de costas para que músicos na plateia não copiassem seus acordes. Se uma pessoa tocasse mal no violão, Lalão tocava as mesmas músicas "pra massacrá-lo".

## Vida pessoal
Esdras recebeu seu apelido, Lalão, na infância, de uma irmã mais velha. Nascido na Linha do Tiro, Lalão viveu seus primeiros anos com os pais e nove irmãos em uma casa de taipa, sem energia elétrica ou água encanada. Aos 7 anos, a família se mudou para uma casa doada por um programa governamental contra os mocambos, residindo no Ipsep da Vila Mauriceia. Apesar de algumas pessoas afirmarem que havia sido pedreiro, Lalão dizia ter sido mestre de obras, experiência que lhe permitiu construir sua casa em Ibura.
Lalão era casado com Maria José, nascida em 1971, e tinha um filho nascido por volta de 1986.

Em fevereiro de 2013, Lalão sofreu um infarto antes do Carnaval, de modo que não pode participar das apresentações da banda de Geraldo Azevedo, com quem trabalhava como guitarrista. Apesar de receber alta do hospital no dia 15, Lalão faleceu na manhã do sábado, 16.